# Mühlstraße 2 (Dauborn)

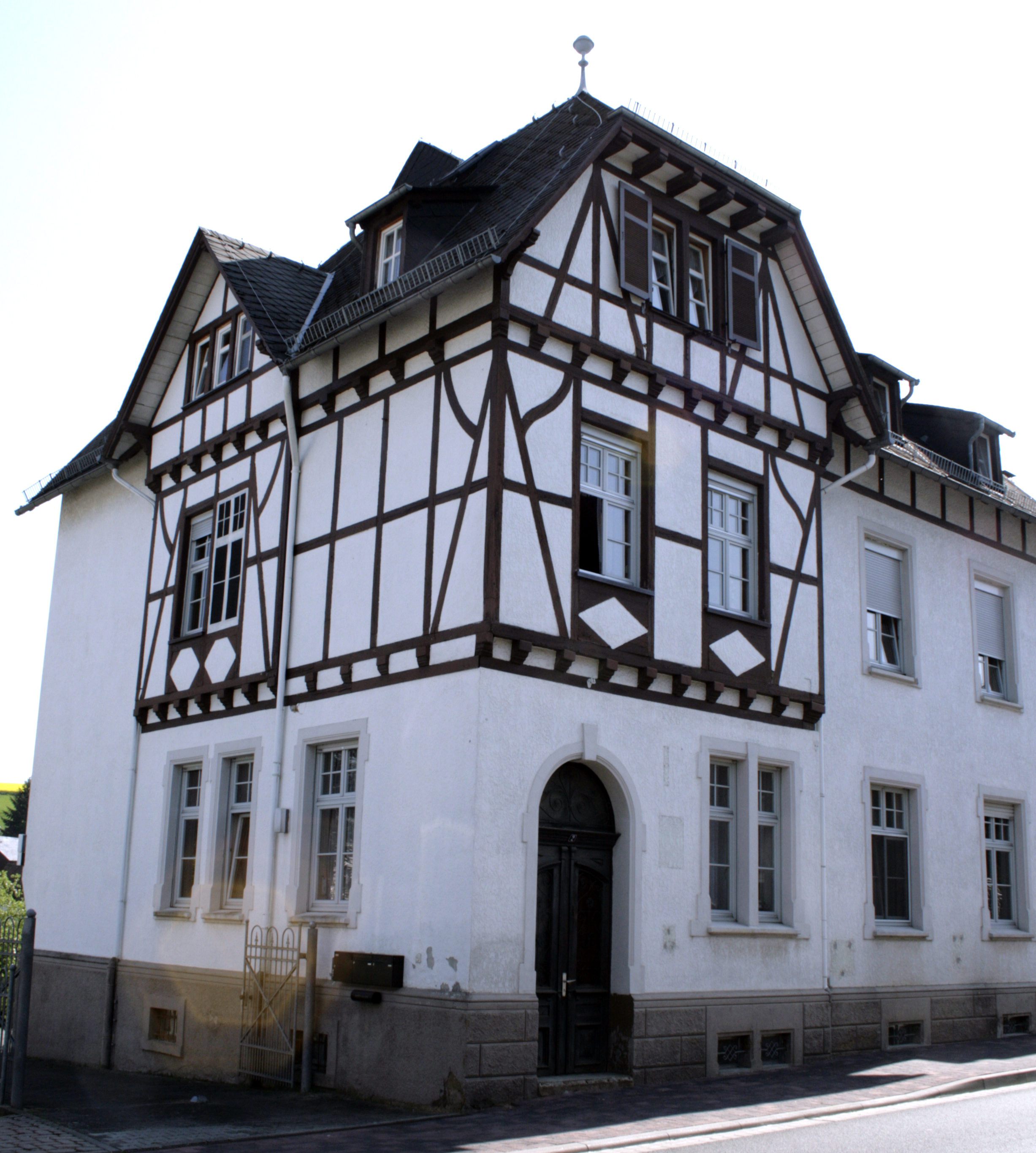
Gebäude Mühlstraße 2 in Dauborn (2008)

Das Gebäude Mühlstraße 2 in Dauborn, einem Ortsteil der Gemeinde Hünfelden im mittelhessischen Landkreis Limburg-Weilburg, wurde 1907 als Postamt errichtet. Das heutige Wohnhaus ist ein geschütztes Kulturdenkmal. 
Das ehemalige Kaiserliche Postamt wurde zwischen den beiden alten Ortsteilen Eufingen und Dauborn errichtet. Der Ecktrakt wird durch den Ziergiebel und die Fachwerkbauweise hervorgehoben. Das Fachwerk ist mit Mannfiguren und Rauten geschmückt.
Die Postämter der damaligen Zeit wurden durch private Posthalter geführt und ihre Gebäude waren deshalb wohnhausmäßig gestaltet.